# Alfred Ploetz
Alfred Ploetz (Swinemünde, Reino de Prusia, 22 de agosto de 1860-Herrsching am Ammersee, Alemania, 20 de marzo de 1940) fue un médico, biólogo y eugenista alemán, conocido por acuñar el concepto de higiene racial (Rassenhygiene) y promover el mismo en Alemania. Rassenhygiene es una forma de eugenesia.

## Biografía y carrera
Alfred Ploetz nació en Swinemünde, Alemania (actual Świnoujście, Polonia), y creció e ingresó a una escuela en Breslavia (actual Breslavia). En aquella época, estableció su amista con Carl Hauptmann, hermano del célebre escritor Gerhart Hauptmann. En 1879, fundó una sociedad secreta juvenil racista. En la obra dramática de Gerhart "Vor Sonnenaufgang" (Antes del amanecer), la cual fue estrenada por primera vez el 20 de octubre de 1889 en Berlín, la figura principal del periodista Loth está basado en Ploetz.
Tras graduarse de la escuela, Ploetz estudió primero economía política en Breslavia. Allí, se unió a la ''Freie wissenchaftliche Vereinigung'' (Unión Científica Libre). Entre sus amigos eran —además de su hermano— su excompañero de escuela Ferdinand Simon (posteriormente yerno de August Bebel), los hermanos Carl y Gerhart Hauptmann, Heinrich Laux, y Charles Proteus Steinmetz.
Este círculo leía con entusiasmo las obras de los naturalistas Ernst Haeckel y Charles Darwin. Carl Hauptmann era discípulo de Ernst Haeckel, y Gerhart Hauptmann y Ploetz asistían a sus conferencias. El grupo se expandió y desarrolló un plan para fundar una colonia en uno de los estados del Pacífico, y se estableció como la ''Asociación del Pacífico''. Ellos planificaron una comunidad sobre las bases de la amistad, el socialismo y también el pangermanismo''. Como consecuencia de la persecución de personas de mentalidad socialista en aplicación de las leyes anti-socialistas de Otto von Bismarck (1878-1890), Ploetz huyó a Zúrich en 1883, donde continuó sus estudios sobre economía política con Julius Platter (1844-1923). En sus memorias, Ploetz afirma haber elegido Zúrich como razón fundamental, porque en sus estudios sobre las teorías socialistas en Breslavia fueron mencionadas solamente de manera intencional.
Después de vivir casi un año en los Estados Unidos, Ploetz regresó a Zúrich, y empezó a estudiar medicina. En 1886, se enamoró de su compañera de clases Agnes Bluhm, a pesar de que él ya era pareja de Pauline Rüdin. Aun así, Ploetz y Bluhm lograron estar juntos y casarse poco tiempo después, en 1887. Sin embargo, Ploetz también comenzó a sentirse atraído hacia una joven estadounidense llamada Mary Sherwood, con quién estudiaba hipnotismo. En 1890, Ploetz se convirtió en médico y se casó con su expareja Bluhm, pero nunca lograron tener hijos. A pesar de ello, ambos mantuvieron una amista cercana a lo largo de sus vidas, y compartieron mutuamente sus puntos de vistas similares sobre la pureza racial y los beneficios de la eugenesia. La pareja vivió en Estados Unidos durante cuatro años, y se divorciaron en 1898. Posteriormente, Ploetz se casó con Anita Nordenholz, y lograron tener tres hijos: Ulrich (llamado Uli), Cordelia (llamado Deda) y Wilfrid (llamado Fridl, 1912-2013).
En 1895, Ploetz fue el primero en proponer la teoría de la higiene racial (eugenesia basada en la raza) en su tesis llamada ''Principios básicos sobre la higiene racial'' (Grundlinien einer Rassenhygiene). En 1904, Ploetz fundó el periódico "Archiv für Rassen-und Gesellschaftsbiologie" con Fritz Lenz como editor jefe, y en 1905 la Sociedad Alemana para la Higiene Racial (De Berliner Gesellschaft piel Rassenhygiene), el cual integró 31 miembros. En 1907, la sociedad pasó a llamarse "Sociedad Internacional para la Higiene Racial". En 1930, obtuvo su doctorado honoris causa en la Universidad de Múnich.
Ploetz fue simpatizante del Partido Nacionalsocialista, el cual llegó al poder en 1933, con Adolf Hitler a la cabeza. Su apoyo llegó a tal punto que en 1933 escribió que Hitler podría elevar la higiene racial, desde su anterior marginalidad, hasta convertirla en una corriente principal.
En 1933, el entonces Ministro del Interior Wilhelm Frick estableció un "comité asesor de expertos sobre políticas de población y raza" el cual incluía Ploetz, Fritz Lenz, Ernst Rüdin y Hans F.K. Günther. Aquel comité tenía el objetivo principal de asesorar a los nazis sobre la implementación y aplicación de la legislación relacionadas con asuntos raciales y eugenésicos. En 1936, Hitler nombró a Ploetz como profesor.
En 1937, Ploetz comenzó a militar en el Partido Nacionalsocialista.
Alfred Ploetz falleció en 1940, a los 79 años, y fue sepultado en su residencia en Herrsching en el Ammersee en Baviera. Tras su muerte, Otmar Freiherr von Verschuer alabó su "profunda simpatía y entusiasmo [con] el Movimiento Nacionalsocialista". Ernst Rüdin, también un comprometido nacionalsocialista, había elogiado a Ploetz dos años antes, como un hombre "que por sus servicios meritorios ha ayudado a establecer nuestra ideología nazi."

## Teorías
En su libro La eficiencia de nuestra raza y la protección de los débiles (1895), Ploetz describe una sociedad a la cual se le aplicaba las ideas de la eugenesia. La sociedad examinaría la capacidad moral e intelectual de sus ciudadanos, al igual que decidir sobre sus matrimonios y cantidad de hijos a tener. También podía incluir una prohibición hacia la reproducción. Los niños discapacitados son abortados, mientras que aquellos que sean enfermos y débiles, gemelos o aquellos niños cuyos padres son considerados muy jóvenes y viejos en vista de Ploetz, deben ser ''eliminados''.
Al igual que muchos otros eugenistas en Europa y América, Ploetz creía en la superioridad de la raza nórdica. Sus escritos fueron una de las principales influencias dentro de la ideología nazi. Su opinión sobre la cuestión judía cambió a lo largo de su vida, pero sus puntos de vista y doctrina de la NSDAP fueron de acuerdo en el momento en el que el partido nazi ascendiera al poder en 1933.

En sus primeros escritos, Ploetz consideraba a los judíos como la segunda raza cultural superior después de la europea. No identificó diferencias sustancias en ''características raciales'' entre arios y judíos, argumentando que las habilidades mentales de los judíos y su rol en el desarrollo de la cultura humana fueron indispensables en el ''proceso de mezcla racial'', el cual mejoraría a la humanidad.
''La aptitud superior de los judíos y su destacado rol en el progreso de la humanidad, considerando a figuras como Jesucristo, Spinoza y Marx, deben ser reconocidos sin lugar a dudas (...) Todo esto del antisemitismo es un error que desaparecerá lentamente a la luz del conocimientos científico y una democracia humana''.
Posteriormente revisó su punto de vista. Destacó que el carácter distintivo de los judíos indicaba que sus características mentales podrían afectar negativamente a los arios, mediante la introducción de su individualismo y carencia de amor hacia los militares y a la nación. Ploetz favorecía la dominación del mundo a manos de la raza aria.